# Koorchshir

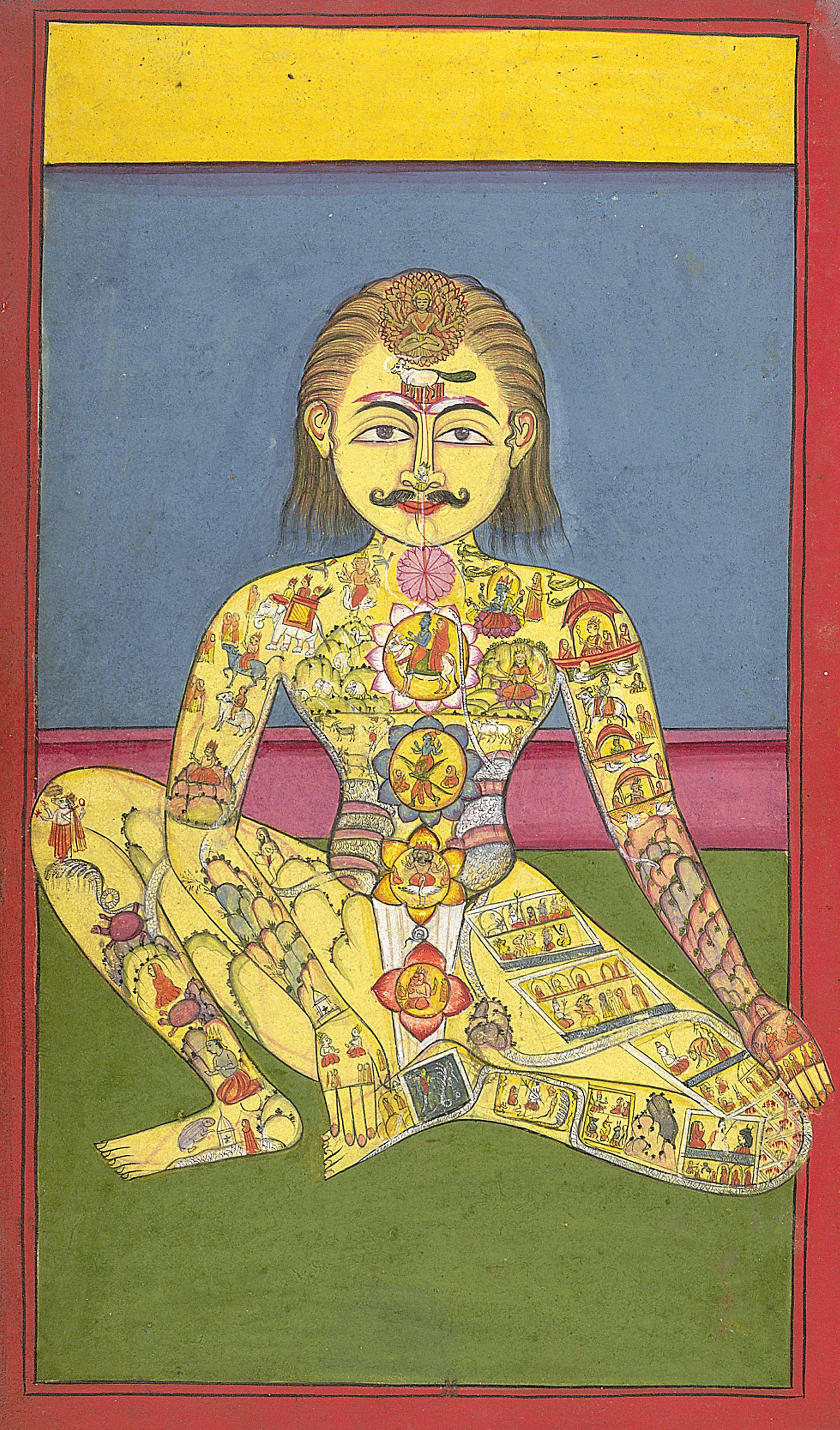
oude Tibetaanse kaart met de 7 Chakra's en de belangrijkste marmapunten

Koorchshir (Koorchshir-punt) is een marmapunt gelegen op de voet. Marmapunten worden in Oosterse filosofieën gebruikt bij massage, yoga, reflexologie en reiki. Men gelooft dat een marmapunt op een nadi ligt en zo een uitwerking kan hebben op een bepaald lichaamsdeel, proces of emotie
| Koorchshir |                                                                                    |
| ---------- | ---------------------------------------------------------------------------------- |
| Positie    | Koorchshir is gelegen in het midden op de voetzool net onder de bolling van de hak |
| Functie    | dit punt heeft invloed op het Muladhara (perineum) chakra                          |

## Overige marmapunten
Naar schatting zijn er 62.000 marmapunten in het lichaam. De belangrijkste 52 zijn: